# Hansson
För andra betydelser, se Hansson (olika betydelser).
Hansson är ett vanligt svenskt efternamn som kan stavas på något olika sätt. Den 31 december 2019 var det följande antal personer i Sverige med stavningsvarianterna
- Hansson 39 798[2]
- Hanson 634[3]
- Hanzon 75[4]
- Hahnsson 10[5]

Tillsammans blir detta 40 517 personer, vilket ger namnet plats nummer 14 på listan över Sveriges vanligaste efternamn. Namnet var ursprungligen ett patronymikon med betydelsen Hans son.

## Personer med efternamnet Hansson eller varianter av detta namn

### A
- Alexander Hanson (född 1974), svensk dirigent
- Alexander Contee Hanson (1786–1819), amerikansk tidningsman och politiker
- Agne Hansson (född 1938), svensk politiker
- Alma Hansson (1915–2003), målare
- Anders Hansson, flera personer 
  - Björ Anders Hansson (1775-1837), dalmålare från Rättviks socken
  - Bäck Anders Hansson (1790-1867), dalmålare från Lerdals socken
  - Anders Hansson (etnofarmakolog) (född 1942)
  - Anders Hansson (fotograf) (född 1971), fotograf och författare
  - Anders Hansson (konstnär) (1769–1833)
  - Anders Hansson (moderat) (född 1976), politiker, moderat
  - Anders Hansson (musiker), musikproducent
  - Anders Hansson (myntmästare)(död 1536)
  - Anders Hansson i Solberga (1839–1914), lantbrukare och politiker
  - Anders Hansson i Trollhättan (1882–1936), ombudsman och politiker
  - Anders Knape Hansson (1720–1786), köpman och skeppsredare i Uddevalla
- Andreas Hanson (född 1969), trumpetare och dirigent
- Anna Edlund-Hansson (1875–1957), godsägare och författare
- Ann-Louise Hanson (född 1944), sångerska
- Ann-Louise Hansson (politiker) (född 1958), miljöpartist
- Arin Hanson (född 1987), amerikansk youtubare
- Arne Hansson (född 1937), officer i flygvapnet
- Artur Hansson (1909–1970), genetiker
- Axel Hansson (1869–1911), skådespelare

### B
- Berta Hansson (1910–1994), konstnär
- Bengt Hansson, flera personer
  - Bengt Hansson Medenius (1615–1683), jurist
  - Bengt Hansson (handbollsspelare) (född 1950), handbollsspelare
  - Bengt Hansson (1925–2000), målare och konstpedagog
- Bengt Gösta Hansson (1912–1940), målare
- Bengt-Olov Hansson (född 1930), friidrottare
- Bertil Hansson (1918–2013), lärare och politiker
- Bertil Hansson (direktör) (1932–2021)
- Beverly Hanson (aktiv på 1950-talet), amerikansk golfspelare
- Bill S. Hansson (född 1959), neuroetolog, professor
- Birger Hansson-Böe (1900–1986), yrkesmålare och målare
- Birgit Hansson (född 1946), psykolog, rektor och politiker
- Björ Anders Hansson (1775–1837), dalmålare
- Bo Hansson, flera personer
  - Bo Hansson (gitarrist) (född 1950)
  - Bo Hansson (musiker) (1943–2010), organist och tonsättare
  - Bo Hansson (producent) (1940–2011), skivproducent, konstruktör och företagare
- Bob Hansson (född 1970), poet
- Boden Hanson (född 1973), australisk roddare
- Bosse Hansson (född 1933), journalist, TV-programledare och filatelist
- Brita Hansson (1918–1979), målare
- Britt Hansson(född 1966), företagsledare
- Britt-Inger Hansson (född 1952), silversmed
- Brooke Hanson (född 1978), australisk simmare
- Bror Hansson (politiker) (1916–2013), ombudsman och politiker
- Bror Hansson (tränare) (född 1941), ishockeyspelare
- Bror Hansson (uppfinnare) (1900–1983), svensk företagsledare och uppfinnare
- Börje Hansson (född 1954), producent och manusförfattare

### C
- Camilla Hansson (född 1988), fotomodell och skönhetsdrottning
- Carola Hansson (född 1942), författare, översättare och dramaturg
- Catharina Hansson (född 1966), författare, redaktör och tidningsägare
- Catherine Hansson (född 1958), skådespelare
- Cecilia Hansson (född 1973), författare och översättare
- Charlie Hanson (1906–1983), gitarrist
- Charlie Hansson (född 1980), IT-entreprenör och politiker
- Christian Hanson (född 1986), amerikansk ishockeyspelare
- Curtis Hanson (född 1945), amerikansk filmregissör

### D
- Daniel Hansson (olika betydelser)
  - Daniel Hansson (1977–2018), nynazist dömd för mord
  - Daniel Hansson (dirigent) (född 1973)
  - Daniel Hansson Hund (1541–1611), adelsman och kammarjunkare
- David Heinemeier Hansson (född 1979), programmerare och racerförare
- Dick Hansson (född 1952), musiker, låtskrivare och konstnär
- Duane Hanson (1925–1996), amerikansk skulptör

### E
- Einar Hanson (1899–1927), svensk skådespelare
- Elna Hansson (1814–1891), svensk klok gumma och fältskär
- Elof Hansson, svenskt handelshus och dess grundare
- Elof Hansson (köpman) (1869–1955)
- Emelia Hansson (född 1994), skådespelare och filmregissör
- Emma Hansson, skådespelare och komiker
- Eric Hansson (1880–1959), lantbrukare och politiker
- Erika Hansson (alpin skidåkare)  (född 1973)
- Erling Hanson (1888–1978), norsk skådespelare
- Eskils Hans Hansson (1857–1927), svensk lantbrukare och politiker

### F
- Frans Hansson (1890–1965), svensk fiskare och politiker
- Freddie Hansson (1963–2001), svensk keyboardist
- Fredrik Hansson (född 1988), ishockeyspelare

### G
- Georg Hansson (1932–2018), målare och grafiker
- Gert Hansson-Kaffa (1934–2009), målare, tecknare och konsthantverkare
- Gillis Hansson (1880–1941), ingenjör och arbetschef
- Greger Hanson (född 1988), ishockeyspelare
- Gretha Hansson(1903–1969), målare
- Gunilla Hansson (född 1939), svensk illustratör och barnboksförfattare
- Gunnar Hansson (1922–2002), litteraturvetare
- Gunnar D. Hansson, (född 1945), svensk litteraturvetare, författare och översättare
- Gustav Hansson, flera personer
  - Gustaf Henry Hansson (1894–1976), svensk civilingenjör och politiker
  - Gustav Hansson i Gårda (1878–1932), svensk skomakarmästare och politiker
- Göran Hansson (född 1954), svensk skådespelare
- Göran K. Hansson (född 1951), svensk läkare och medicinsk forskare

### H
- Haldo Hansson (1886–1921), längdskidåkare och kronojägare
- Hannes Hansson (aktiv 1998–2008), gitarrist
- Hans Hansson, flera personer
  - Hans Hansson (arkeolog) (1907–1972)
  - Hans Hanson (författare) (1777–1837), norrman
  - Hans Hansson (militär född 1927) (1927–2013), officer i flygvapnet
  - Hans Hansson (militär född 1953), officer i flygvapnet
  - Hans Hansson (politiker) (1906–1993), sjöofficer och kommunalpolitiker, "Kapten Bölja"
  - Hans Hansson (skidåkare) (1919–2003), alpin skidåkare
  - Hans Hansson (ämbetsman) (1907–1976), jurist och ämbetsman
  - Hans Hansson i Kullen (1826–1899), lantmätare och politiker
  - Hans Hansson i Stocksäter (1893–1978), lantbrukare och politiker
  - Hans G. Hansson (1945–2011), zoolog
  - Hans Gewe Hansson (1922–2021), konstnär
  - Hans TB Hansson (född 1954), konstnär
- Harold Hanson (1904–1973), sydafrikansk jurist
- Hasse Hansson, flera personer
  - Hasse Hansson (bildlärare) (född 1940), bildlärare och författare
  - Hasse Hansson (ishockeyspelare) (född 1949), ishockeyspelare
  - Hasse Hansson (ishockeytränare) (född 1952)
- Hedvig Hanson (född 1975), estnisk jazzsångerska
- Helena Hansson (född 1961), översättare
- Helmy Hansson (1910–1993), riksspelman, vissångerska och folkmusiksamlare
- Henrik Hansson, flera personer
  - Henrik Hansson (musiker) (född 1977), musiker, låtskrivare och producent
  - Henrik Hansson (politiker) (1823–1898), hemmansägare och politiker
- Hertha Hanson, flera personer
  - Hertha Hanson (idéhistoriker) (1942–2007), docent
  - Hertha Hanson (konstnär) (född 1980), målare
- Hjalmar Hansson (1880–1946), veterinär
- Holger Hansson, flera personer
  - Holger Hansson (fotbollsspelare) (1927–2014)
  - Holger Hansson (konstnär) (1570–1624)
- Holgert Hansson (före 1570–1624), konstnär och konsthantverkare
- Howard Hanson (1896–1981), amerikansk tonsättare
- Hugo Hansson (1901–1997), målare och reklamtecknare
- Håkan Hansson (född 1952), politiker, centerpartist

### I
- Ingegerd Hansson (1934–2021), svensk barn- och ungdomspsykiater
- Ingemar Hansson (1951–2018), svensk nationalekonom och ämbetsman
- Ing-Marie Hansson (1932–2021), svensk politiker
- Ingrid Hansson (1918–2025), svensk friidrottare
- Ingvar Hansson (född 1947), svensk seglare
- Isaac Hanson (född 1980), amerikansk musiker
- Ivar Hansson (aktiv 1905), svensk friidrottare

### J
- Jack Hanson (1927–2021), svensk arkitekt
- Jacob Hansson (1878–1945), svensk stationsförman och politiker
- Jan Hansson (sportjournalist) (född 1950), svensk sportjournalist
- Jan-Håkan Hansson (född 1948), svensk högskolerektor
- Janine Hanson (född 1982), kanadensisk roddare
- Jenny Hansson (född 1980), svensk längdskidåkare
- Jenny Bergqvist Hansson (1877–1966), svensk bokförläggare
- Jeppe Hansson (Svinhuvud) (aktiv 1463–1481), svensk bergsman och domare
- Joacim Hansson (född 1966), biblioteks- och informationsvetare, professor
- Joakim Hansson (född 1965), filmproducent och manusförfattare
- Joël Hansson (1880–1956), detaljhandelsorganisatör
- Johan Hansson, flera personer
  - Johan Hansson (1879–1973), bokförläggare
  - Johan Hansson (innebandyspelare) (född 1979)
- John Hanson (politiker) (1721–1783), amerikansk politiker
- Jonas Hansson (född 1976), innebandyspelare
- Jonas Hansson Gadd (omkring 1650–1725), rusthållare, "stamfader"
- Joseph Hansson (1707–1784), politiker i bondeståndet
- Jöns Hansson (1498–1529), misstänkt för att ha varit daljunkern

### K
- Karin Hansson (född 1967), svensk konstnär
- Karl Hansson (1886–1945), företagsledare
- Karl Fredrik Hanson (1849–1922), svensk-amerikansk tonsättare
- Karl-Johan Hansson (1939–2022), finländsk hymnolog och professor i praktisk teologi
- Karl Severin Hansson (1884–1947), arkitekt
- Ken Hansson (född 1980), fotbollsspelare
- Kent Hansson (född 1948), svensk journalist och politisk krönikör
- Kjell Hansson, flera personer
  - Kjell Hansson (roddare) (1931–2019), svensk olympier
  - Kjell Hansson (präst) (1935–2001), svensk domprost
  - Kjell Hansson (sångare) (född 1947), svensk vissångare
- Kjell Åke Hansson (född 1954), svensk kulturjournalist och företagsledare
- Klas Hansson (född 1944), svensk präst, chef för Svenska kyrkan i utlandet
- Knut Hansson (1911–1990), fotbollsspelare
- Knut M. Hansson (1920–1994), norsk skådespelare och teaterregissör
- Kurt Hansson (1941–2009), svensk friidrottare

### L
- Lalla Hansson (född 1944), svensk sångare
- Lars Hansson, flera personer
  - Lars Hanson (1886–1965), svensk skådespelare
  - Lars Hansson (1945–2022), svensk skådespelare
  - Lars Hansson (född 1961), musiker
  - Lars Hansson (civilingenjör) (född 1942)
  - Lars Hansson (militär) (1925–2010)
- Lena Hansson, flera personer
  - Lena Hansson (journalist) (född 1971), journalist och författare
  - Lena Hansson (skådespelare) (1944–2016), svensk skådespelare, sångare och musiker
  - Lena T. Hansson (född 1955), svensk skådespelare
  - Lena Hansson-Varhegyi (född 1949), svensk filmkonsulent och filmproducent
- Lennart Hansson, flera personer
  - Lennart C.F. Hanson (1930–2010), svensk psykiater
  - Lennart Hansson (fotbollsspelare) (1931–2011)
  - Lennart Hansson (roddare) (1931–2013)
- Lillan Hansson (1916–1993), målare
- Lilly Hansson (1927–2019), sjukvårdare, politiker, landshövding
- Lina Hansson, voltigeryttare
- Linda Hansson (född 1975), friidrottare
- Louise Hansson (född 1996), simmare

### M
- Magnus Hanson (1862–1920), svensk ingenjör
- Maia Hansson Bergqvist
- Malou Hansson (född 1983), Fröken Sverige 2002
- Marcus Hansson (född 1969), svensk motocrossförare
- Marcus Hansson (fotbollsspelare) (född 1990)
- Mariette Hansson (född 1983), svensk sångare, artist och låtskrivare
- Martin Hansson, flera personer
  - Martin Hansson (alpin skidåkare) (född 1975)
  - Martin Hansson (fotbollsdomare) (född 1971)
  - Martin Hansson (konstnär) (född 1958), svensk skulptör
- Mattias Hansson (journalist) (född 1969), svensk journalist och medieentreprenör
- Maud Hansson Fissoun (1937–2020), svensk skådespelare
- Mauritz Hansson
- Michael Hansson (född 1990), norsk skådespelare
- Mikael Hansson (född 1968), svensk fotbollsspelare
- Måns Hansson (1834–1914), svensk lantbrukare och politiker

### N
- Nernst Hanson (1895–1984), svensk arkitekt
- Niklas Hansson (född 1987), svensk fotbollsspelare
- Niklas Hansson (ishockeyspelare)
- Nils Hansson, flera personer
  - Nils Hanson (född 1952), svensk journalist
  - Nils Hansson (agronom) (1867–1945), jordbruksminister
  - Nils Hansson (arkitekt)
  - Nils Hanson (ingenjör)
  - Nils Hansson (konstnär)
  - Nils Hansson (militär)
  - Nils Hansson (rektor) (1850–1929), folkhögskolerektor, poet och översättare
  - Nils Hanson i Berga (1835–1916), politiker
  - Nils Hansson i Ronneby (1900–1983), jägmästare och politiker
  - Nils G. Hansson (1902–1981), lantbrukare och politiker

### O
- Ola Hanson
- Ola Hansson (1860–1925), poet, författare, journalist, kritiker
- Olaf Mørch Hansson
- Olav Hansson (född 1957), norsk backhoppare
- Olle Hansson (1904–1991), svensk längdskidåkare
- Olof Hansson, flera personer
  - Olof Hanson (industriman) (1882–1952), svensk-kanadensisk affärs- och industriman
  - Olof Hanson (regissör) (född 1972), svensk teaterregissör
  - Olof B. Hansson (1919–1995), finländsk arkitekt och professor
  - Oloph Hansson (1929–2020), svensk journalist och författare
- Oscar Hansson

### P
- Pauline Hanson
- Per Hansson (född 1944), svensk präst och professor i pedagogik
- Per Albin Hansson (1885–1946), politiker, nykterhetsivrare och statsminister
- Per-Olof Hanson (1918–1998), svensk politiker
- Per "YP" Hansson (1952–2008), svensk överläkare, docent och lundaspexare
- Peter Hanson (född 1977), svensk golfspelare
- Peter Hansson (1856–1928), svensk godsägare och politiker
- Petter Hansson (född 1976), svensk fotbollsspelare
- Petter Hansson (handbollsspelare) (född 1981)
- Petter Hansson (ishockeyspelare)
- Pontus Hansson (1894–1962), svensk simmare
- Pär Hansson, flera personer
  - Pär Hansson (fotbollsspelare) (född 1986)
  - Pär Hansson (musiker) (aktiv 1992–1997), svensk musiker och producent
  - Pär Hansson (poet) (född 1970)
  - Pär Hansson (politiker) (1702–1758), svensk riksdagsman i bondeståndet

### R
- Rasmus Hansson, flera personer
  - Rasmus Hansson (1700–1761), svensk riksdagsman i bondeståndet
  - Rasmus Hansson (jurist) (1854–1941), svensk hovrättspresident
  - Rasmus Hansson (läkare) (1859–1959), norsk läkare
  - Rasmus Hansson (stortingsledamot) (född 1954), norsk biolog och politiker
- Riber Hansson (1939–2024), svensk illustratör, tidnings- och karikatyrtecknare
- Robert Hanson (1887–1940), svensk kirurg och tuberkulosläkare
- Robin Hanson (född 1959), amerikansk nationalekonom
- Robin Hanson (simmare) (född 2001), svensk simmare
- Roger Hansson (född 1967), svensk ishockeyspelare
- Roger Hansson (fotbollsspelare) (född 1950), svensk fotbollsspelare
- Rolf Hanson (född 1953), svensk konstnär
- Roy Hansson (1944–2004), svensk politiker

### S
- Sandra Hansson (född 1980), svensk längdskidåkare
- Sara Hansson (född 1986), svensk serieskapare
- Sigfrid Hansson (1884–1939), svensk journalist och politiker
- Sigurd Hansson, flera personer
  - Sigurd Hansson (företagsekonom) (född 1929)
  - Sigurd Hansson (journalist) (1870–1942)
- Sophie Hansson
- Staffan Hansson
- Sten Hanson (1936–2013), svensk tonsättare och poet
- Stig Hansson (1900–1968), svensk kompositör, manusförfattare, musiker, känd som Jules Sylvain
- Stig Hansson (politiker) (1913–2006), svensk lantbrukare och politiker
- Stina Hansson
- Sture Hansson
- Sven Hansson, flera personer
  - Sven Hansson (konstnär) (född 1927)
  - Sven Hansson (längdskidåkare) (aktiv 1936)
  - Sven Hansson i Svartbyn (1898–1965), svensk hemmansägare och politiker
  - Sven Hansson i Torp (1827–1878), svensk lantbrukare, mejerist och politiker
  - Sven Ove Hansson (född 1951), svensk filosof och författare
- Söfring Hansson (1600-talet), kapten på regalskeppet Vasa

### T
- Tage Hansson (1915–1989), svensk socialchef och politiker
- Tage Hansson (1889–1968)
- Taylor Hanson (född 1983), amerikansk musiker
- Theodolinda Hahnsson (1838–1919), finländsk författare
- Thomas Hanzon (född 1962), svensk skådespelare
- Thors Hans Hansson (född 1950), svensk teoretisk fysiker
- Timas Hans Hansson (1846–1916), svensk fiolspelman
- Tomas Hansson (född 1964), svensk politiker
- Tommy Hansson, flera personer
  - Tommy Hansson (fotbollsspelare) (född 1956), svensk fotbollsspelare
  - Tommy Hansson (politiker), svensk skribent och politiker
  - Tommy Hansson (sångare) (1945-2019), svensk sångare och låtskrivare
- Torgny Hanson (född 1945), svensk dirigent
- Torsten Hansson (född 1928), svensk arkitekt och politiker

### U
- Ulrika Hansson (född 1970), svensk skådespelare
- Urban Hansson Brusewitz (född 1958), svensk nationalekonom och ämbetsman

### V
- Valborg Hansson (1874–1942), skådespelare
- Valerius Hansson (1889–1970), handelsman
- Victor Davis Hanson (född 1953), amerikansk militärhistoriker och politisk debattör
- Vilhelm Hansson (1885–1948), skådespelare, regissör och manusförfattare
- Viveka Hansson

### W
- Winter Carl Hansson (1777–1805), dalmålare
- Wolfgang Hansson (född 1956), journalist

### Z
- Zachary Hanson (född 1985), amerikansk musiker

### Å
- Åke Hansson